# 韓武子 (戰國)
韓武子（？—前409年），名啟章，是晉國戰國時代韓氏的宗主，韓康子之子。 康子死，武子即位。武子二年，伐鄭國，殺了鄭幽公，十六年，武子死，子韓景侯即位。
| 前任： 父韓康子 | 晉國韓氏領袖 前424年—前409年 | 繼任： 子韓景侯 |